# Lettera di credito
La lettera di credito è un documento, emesso da un istituto di credito, che funge allo stesso tempo da garanzia affinché un soggetto possa ottenere un finanziamento da parte di altri soggetti, che possono essere a loro volta delle banche oppure dei fornitori, e da mezzo di pagamento a scadenza differita. 
Viene usata spesso nelle operazioni di esportazione e importazione (credito documentario) quando l'acquirente mette a disposizione del venditore una determinata somma per la fornitura di beni e servizi; somma che il venditore riceverà solo a determinate condizioni pattuite in partenza e che la banca si fa garante di controllare. Per la regolamentazione di queste operazioni si fa riferimento alle Norme ed Usi uniformi relativi ai Crediti Documentari (UCP 600), che è una pubblicazione della Camera di Commercio internazionale con sede a Parigi e che vengono aggiornate circa ogni 10-12 anni. L'ultima versione è la pubblicazione numero 600 del 2007. In questo caso si parla di DLC (Documentary Letter of Credit; Lettera di Credito Documentaria).

## Storia
La nascita delle lettere di credito viene fatta risalire al medioevo e al tempo delle crociate, per evitare di dover portare con sé denaro e preziosi durante i lunghi viaggi.

## Funzionamento
I documenti solitamente richiesti da parte dell'acquirente che emette la lettera di credito sono le fatture commerciali, un documento di trasporto (lettera di vettura terrestre, lettera di vettura aerea, lettera di vettura ferroviaria, polizza navale, etc.) normalmente fornito dallo spedizioniere incaricato del trasporto, un certificato di assicurazione, un certificato di origine, un certificato di qualità (del prodotto o opera ordinati e in consegna), un elenco dettagliato delle merci/partite spedite, etc. 
L'elenco dei documenti necessari/obbligatori dipende anche dalla legislazione doganale del paese importatore e dai termini di vendita concordati tra le parti (esempio franco fabbrica, costo assicurazione e nolo, etc.). I termini di consegna sono regolamentati dall'Incoterms la cui ultima edizione risale al 2020.
La banca ha l'impegno di controllare la correttezza della documentazione fornita e, in caso positivo, di accreditare l'importo della lettera di credito al beneficiario.
La validità della lettera di credito è anch'essa concordata in partenza, sia nelle tempistiche di consegna dei materiali che nella durata della sua validità. Altre caratteristiche sono quelle di essere "irrevocabile", "confermata" o meno da parte della banca e riscuotibile presso le casse della banca della nazione di emissione o in quelle della nazione destinataria.
Questo tipo di mezzo di pagamento è comodo soprattutto nel caso in cui le controparti si trovino in nazioni diverse o si vogliano garantire da eventuali insolvenze.
Esiste poi la lettera di credito finanziaria, legata ad un contratto finanziario denominata Stand-By Letter of Credit (SBLC) che si avvicina alla forma di garanzia pura tipica della BG (Bank Guarantee, Garanzia Bancaria).